# 芳賀高武
芳賀 高武（はが たかたけ）は、安土桃山時代から江戸時代初期にかけての武将。宇都宮氏の家臣。下野国真岡城主。芳賀氏11代当主。

## 生涯
元亀3年（1572年）、下野国の大名・宇都宮広綱の三男として誕生した。母は佐竹義昭の次女・南呂院。
有力家臣の芳賀高継の養嗣子として入嗣し、天正18年（1590年）に高継が主家への叛意により奥州白河へ追放されるとその名跡を継いだ。兄・国綱を補佐して家中の家臣団統制をはかり、1592年の文禄の役の際に兄と共に肥前国名護屋城に駐屯、慶長元年（1596年）には国綱から官途を付与されるなど、宇都宮氏の重臣として活躍した。
豊臣秀吉による宇都宮仕置以降，塩谷氏など古くからの宇都宮氏重臣が家臣団への統制強化により，居城を奪われたうえに宇都宮への集住を強制されて力を失う。
また，長らく宇都宮氏の柱石であった芳賀高定・芳賀高継・多功綱継などの重臣達が世を去り，佐竹氏と強固な結び付きを担っていた生母南呂院が出家するに及ぶと居城・真岡城や所領を安堵され，当主の実弟としての発言力も有するに至った高武本人が家中随一の門閥勢力となった。
戦国の時代を辛うじて生き抜いてきたものの，度重なる重臣の専横・離反に悩まされ，当主の早世が続いた宇都宮家。
皮肉にも高武本人が家臣団統制の最大の障害となり、その権力を抑制しようとする国綱の側近との対立を招く。
高武本人も若年かつ自己を恃みとして，ややもすると傍若無人な言動に及ぶことが多く，当主である兄国綱の掣肘を受け付けず，生母南呂院の諫言にも耳を貸そうとしない高武の振る舞いから，家中からの信頼・人望が徐々に失われていく。
慶長2年（1597年）、跡継ぎの無い国綱に対し豊臣政権五奉行の浅野長政の子・長重を養子に迎えようとする計画が家中で持ち上がると高武は強硬に反対。
計画を主導した重臣・北条勝時と今泉高光を独断で殺害・自害に追い込んだ事から、豊臣秀吉によって家中不行届の罪科により，兄及び他の親族共々改易となった。
その後は御家再興を目指し、慶長の役への参陣や石田三成の配下になるなどし、伊勢神宮に再興の願文を出したという。
だが、関ケ原の戦いで次兄の宇都宮朝勝とともに西軍方に加担したことにより，それらが報われることは無く、慶長17年（1612年）に死去した。子の高成は水戸徳川家に仕えたといわれる。